# Stevarcie

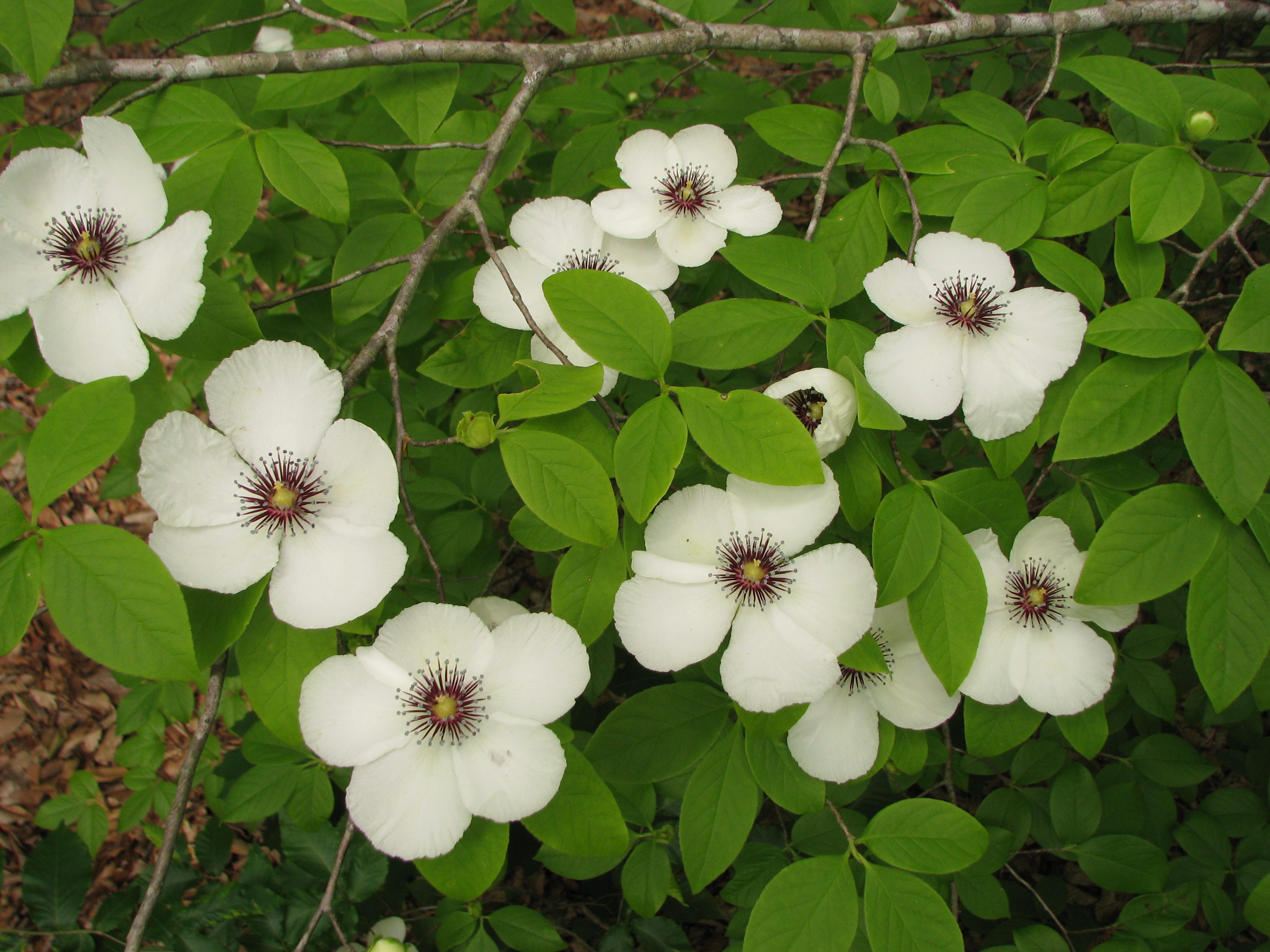
Rozkvetlá stevarcie Stewartia malacodendron

Stevarcie (Stewartia) je rod vyšších dvouděložných rostlin z čeledi čajovníkovité (Theaceae). Jsou to opadavé nebo stálezelené dřeviny se střídavými jednoduchými listy a poměrně velkými bílými květy. Jsou rozšířeny v počtu asi 20 druhů ve východní Asii a Severní Americe. Některé druhy se v České republice zřídka pěstují jako okrasné a sbírkové dřeviny.

## Popis
Stevarcie jsou stálezelené nebo opadavé keře a stromy. Zimní pupeny jsou zploštělé, kryté 1 nebo několika střechovitými šupinami. Listy jsou střídavé, tenké až kožovité, vejčité, kopinaté nebo eliptické, na bázi klínovité až zaokrouhlené, na vrcholu špičaté, zašpičatělé nebo hrotité, na okraji pilovité. Řapík je krátký, úzce až široce křídlatý, křídla řapíku někdy obklopují a ukrývají úžlabní či koncový pupen. Květy jsou oboupohlavné, poměrně velké, stopkaté, jednotlivé nebo v krátkých, chudokvětých, úžlabních hroznech. Květy jsou podepřené 2 vytrvalými nebo řidčeji opadavými listeny. Kalich je tvořen 5 na bázi srostlými kališními lístky. Koruna je bílá nebo nažloutlá, tvořená 5 na bázi krátce srostlými korunními lístky. Tyčinek je mnoho, na bázi jsou srostlé v krátkou trubku srostlou s bází korunních lístků. Semeník je svrchní, srostlý z 5 plodolistů a se stejným počtem komůrek. V každém plodolistu je obvykle 2 až 4 vajíček s axilární, téměř bazální placentací. Čnělky jsou volné nebo srostlé. Plodem je kuželovitá nebo vejcovitá, pouzdrosečná tobolka obklopená vytrvalým kalichem. Na povrchu tobolky je 5 podélných žeber, uvnitř je rozdělená do 5 komůrek obsahujících po 2 až 4 semenech. Semena jsou drobná, vejcovitá, hranatá a bezkřídlá nebo zploštělá a s úzkým křídlem. Semena obsahují dužnatý endosperm.

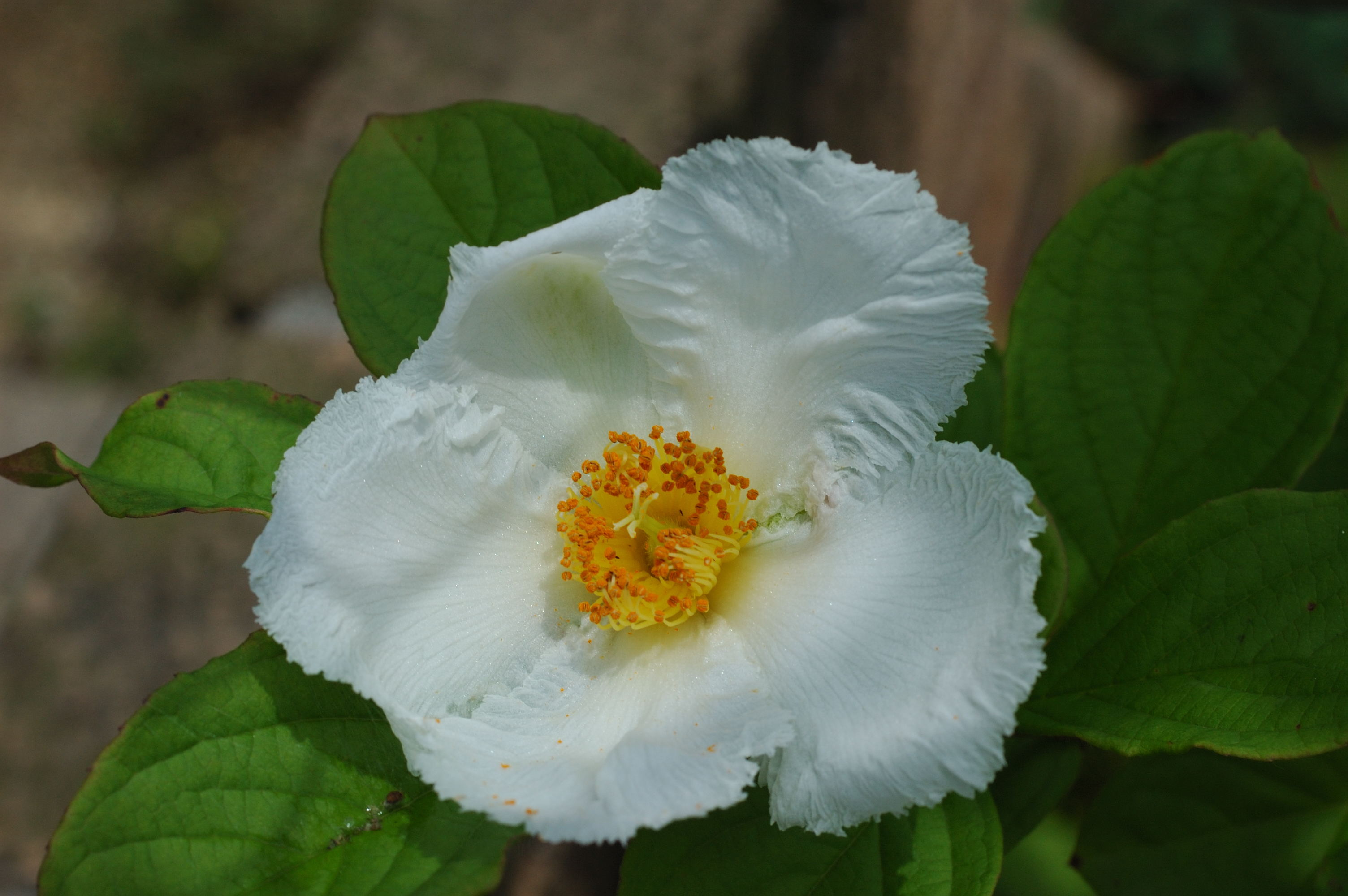
Detail květu stevarcie kaméliovité
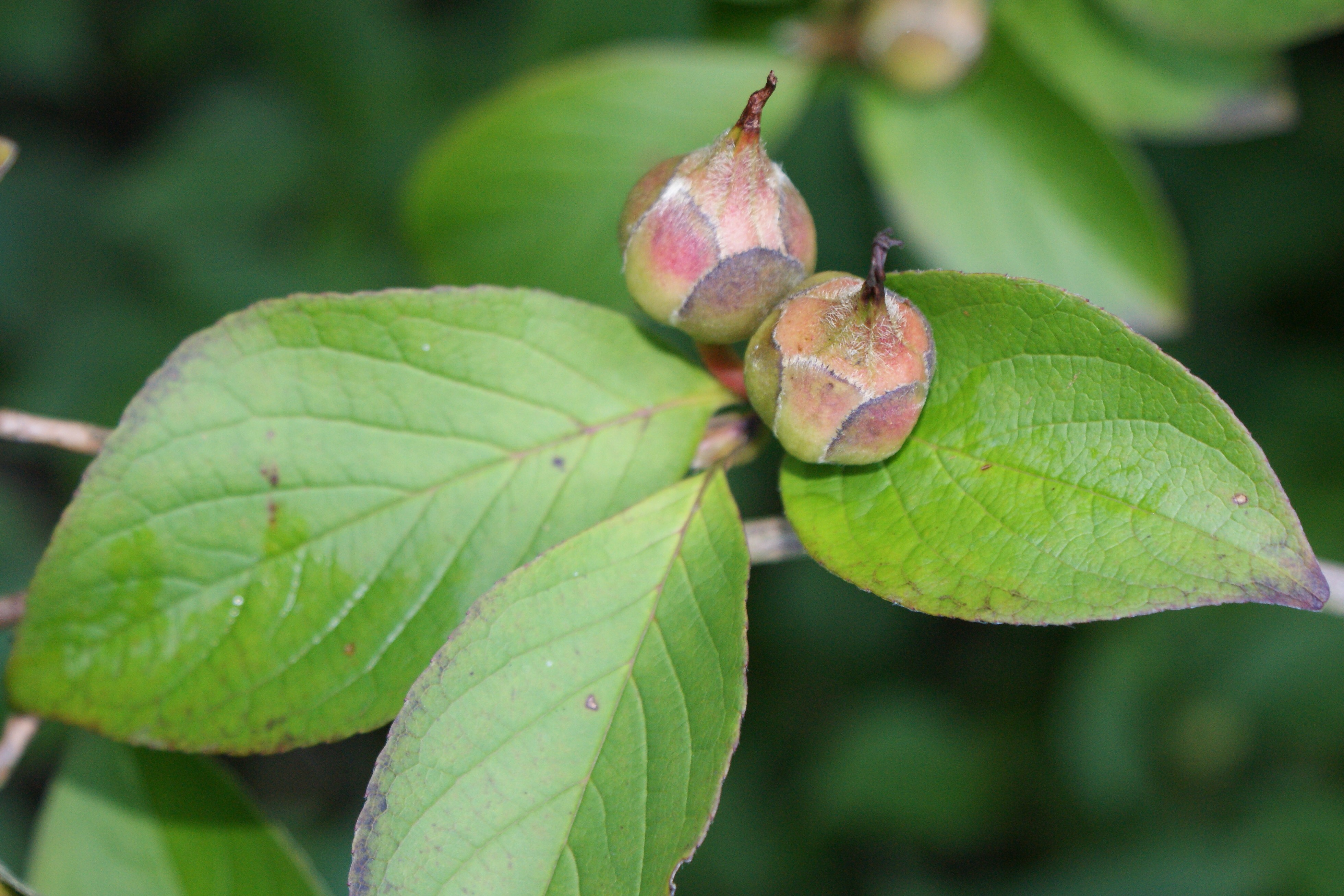
Plody stevarcie kaméliovité
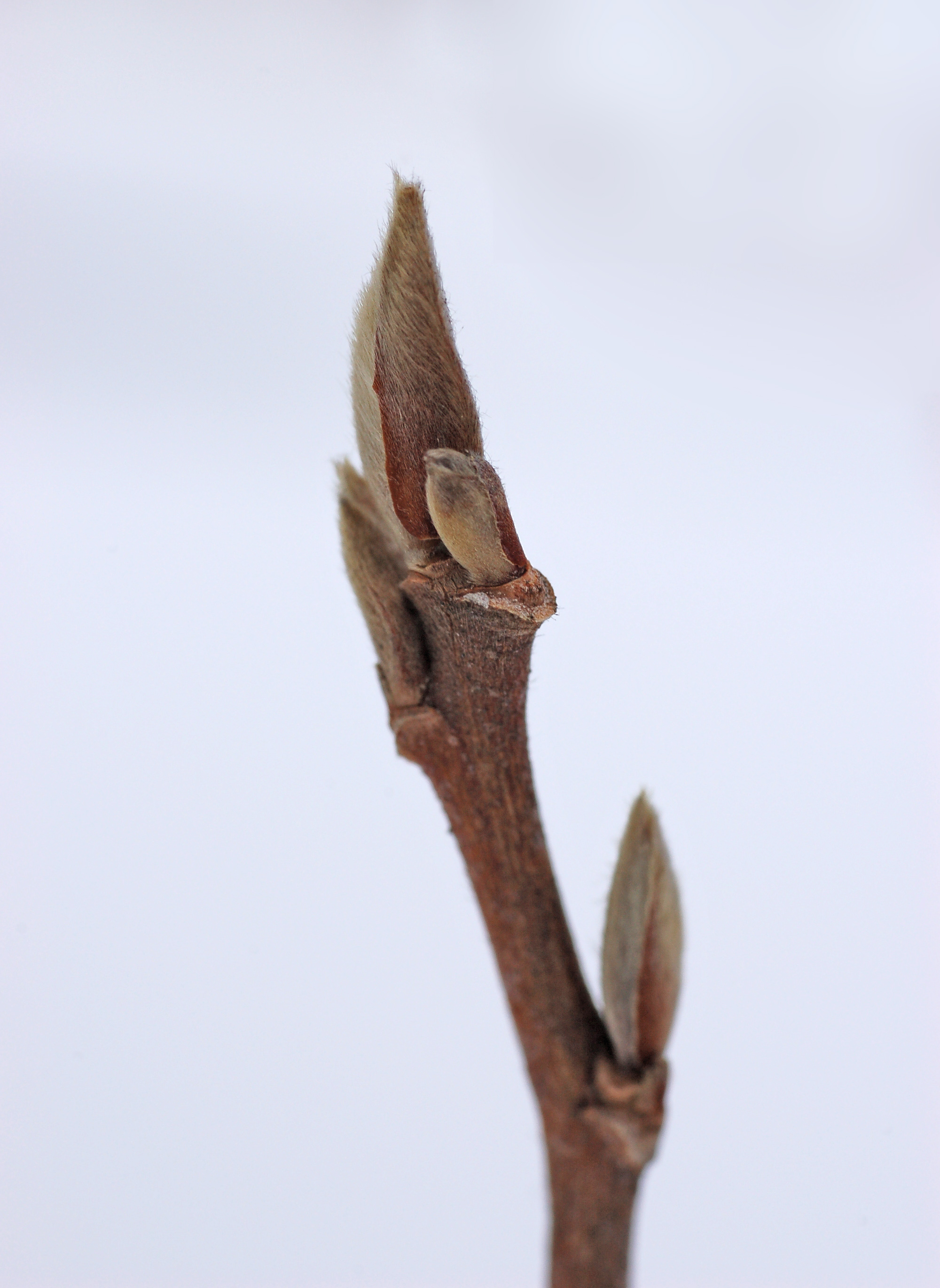
Zimní větévka stevarcie Stewartia rostrata

## Rozšíření
Rod stevarcie zahrnuje asi 20 druhů. Je rozšířen ve východní Asii (v Číně, Japonsku, Koreji, Laosu a Vietnamu) a ve východních a jihovýchodních oblastech USA. Nejvíce druhů roste v Číně, odkud je udáváno celkem 15 druhů, z toho 14 endemických. V Severní Americe rostou pouze 2 druhy: Stewartia ovata a S. malacodendron.

## Zástupci
- stevarcie čínská (Stewartia sinensis)
- stevarcie jednobratrá (Stewartia monadelpha)
- stevarcie kaméliovitá (Stewartia pseudocamellia)
- stevarcie pilovitá (Stewartia serrata)
- stevarcie vejčitá (Stewartia ovata)[4]

## Význam
Některé opadavé druhy stevarcií jsou v České republice zřídka pěstovány jako okrasné a sbírkové dřeviny. Dorůstají vesměs podoby vzrůstných keřů, v létě mají bílé květy a v zimě se vyznačují nápadnou kůrou, odlupující se v plátech podobně jako u platanu. Ve sbírkách botanických zahrad a arboret lze nejčastěji narazit na stevarcii kaméliovitou (Stewartia pseudocamellia), řidčeji se pěstuje stevarcie čínská (Stewartia sinensis) nebo severoamerická stevarcie vejčitá (Stewartia ovata).

## Pěstování
Stevarcie mají podobné nároky jako pěnišníky. Daří se jim ve výživné, humózní, stejnoměrně vlhké půdě bez vápníku. Vyžadují stanoviště chráněné před větry a tuhými mrazy. Množí se výsevem semen, polovyzrálými letními řízky nebo hřížením.